# Керпінень
Керпінень (рум. Cărpineni) — село у Гинчештському районі Молдови. Адміністративний центр однойменної комуни, до складу якої також входить село Хоржешть.

## Населення
За даними перепису населення 2004 року у селі проживали 9954 особи.
Національний склад населення села:
| Національність       | Кількість осіб | Відсоток   |
| -------------------- | -------------- | ---------- |
| молдавани румуни     | 9635 96        | 96,8% 1,0% |
| цигани               | 71             | 0,7%       |
| українці             | 69             | 0,7%       |
| росіяни              | 53             | 0,5%       |
| болгари              | 7              | 0,1%       |
| євреї                | 7              | 0,1%       |
| гагаузи              | 1              | < 0,1%     |
| інша / без відповіді | 15             | 0,2%       |
| Всього               | 9954           | 100%       |